# Bogdanówka (hromada Jezierna)
Bogdanówka (ukr. Богданівка) – wieś w rejonie tarnopolskim obwodu tarnopolskiego, leży nad potokiem Wysuszka. W 2011 roku liczyła 203 mieszkańców.

## Historia
Założona w 1598 roku.
W 1880 roku liczyła 458 mieszkańców, z czego 240 grekokatolików, 201 rzymskich katolików i 17 wyznawców judaizmu. Grekokatolicy należeli do parafii w Białkowcach, rzymscy katolicy do parafii w Jeziernej. Wieś posiadała szkołę filialną.
W 1910 roku rzymscy katolicy Bogdanówki rozpoczęli budowę kościoła, ukończoną w 1914 roku.
W II Rzeczypospolitej miejscowość była siedzibą gminy wiejskiej Bogdanówka w powiecie zborowskim województwa tarnopolskiego. Według spisu powszechnego z 1921 roku żyło tu 394 Polaków, 253 Ukraińców i 26 Żydów.
W grudniu 1943 roku wymieniana jako jedno ze zwartych skupisk ludności polskiej w powiecie zborowskim. Podczas przejścia frontu niemiecko-sowieckiego w 1944 roku wieś uległa wyludnieniu (ewakuacja, wywózki na roboty do Niemiec) i częściowemu spaleniu, majątek zrabowany przez żołnierzy niemieckich i sowieckich.
W 1946 roku władze przekazały budynek kościoła cerkwi prawosławnej.
Do 2020 w rejonie zborowskim

## Zabytki, pomniki
- cerkiew św. Anny z 1910 roku[2]
- figura z 1880 roku[2]
- pomnik mieszkańców wsi poległych podczas II wojny światowej (1985 rok)[2]